# HD 164922 b
HD 164922 b è un pianeta extrasolare in orbita attorno alla stella HD 164922, a circa 72 anni luce dalla Terra.. Per le sue caratteristiche fisiche, è classificato come un gigante gassoso.

## Scoperta
Il pianeta è stato scoperto nel 2006 in un lavoro di verifica delle caratteristiche orbitali degli esopianeti allora noti entro i 200 parsec dal sistema solare. È stato individuato usando il metodo della velocità radiale che individua le piccole variazioni nella velocità radiale della stella causate dalla gravità del pianeta.

## Caratteristiche
HD 164922 b è un gigante gassoso con una massa minima di circa 107,6 M⊕, confrontabile con quella di Saturno (pari circa a 95 M⊕). Orbita la propria stella - una nana gialla - a una distanza di 2,11 UA, su un'orbita quasi circolare. Il suo periodo orbitale è di circa 3,3 anni.